# José García y Goldaraz
José García y Goldaraz (Hernani, Guipúzcoa, 24 de octubre de 1893-Valladolid, 10 de junio de 1973) fue un teólogo y jurista español. Fue Secretario del Tribunal de la Rota Española, Consejero de Estado y Arzobispo de Valladolid.

## Biografía
En su juventud cultivó la poesía en euskera colaborando en la revista Euskal-Esnalea.
Estudió en la Pontificia Universidad de Comillas donde obtuvo los doctorados de Teología, Derecho y Filosofía. En 1925 es nombrado canónigo de la Catedral de Orihuela. Marcha a Madrid al ser nombrado secretario del Tribunal de la Rota Española y después asesor de la Nunciatura Apostólica. En esos años fue también presidente de la Comisión Pax Christi y Consejero de Estado.
En 1944 regresa a Orihuela como obispo. Durante su episcopado, será administrador apostólico de la sede vacante de Cartagena-Murcia en 1949.
En 1953 será nombrado arzobispo de Valladolid y durante su episcopado participará en el Concilio Vaticano II. Presenta su renuncia en 1970 por razones de edad y continúa residiendo en la ciudad, donde fallece el 10 de junio de 1973.